# Club Santos Laguna
O Club Santos Laguna é um clube de futebol mexicano da cidade de Torreón, e teve seu nome inspirado pela cidade de Santa Cruz, do estado de Tlaxcala. Suas cores são verde e branco.

## História
A equipe disputa a primeira divisão do Campeonato Mexicano. Em 2004, venceu a primeira InterLiga. Já em 2008, participou pela primeira vez da Superliga, tendo tido outra participação em 2009, quando terminou em 4º lugar e por pouco não levou a Liga dos Campeões da CONCACAF por duas vezes, ficando em segundo lugar na temporada de 2011–12 e 2012–13, sendo derrotado nas duas finais pelo Club de Fútbol Monterrey.

## Estádio
No dia 11 de novembro de 2009, o Santos Laguna inaugurou seu novo estádio, o Nuevo Estádio Corona, que tem capacidade para 30 mil pessoas. Na partida de inauguração, o clube mexicano venceu seu xará brasileiro, o Santos Futebol Clube, por 2–1.

## Títulos

### Nacionais
- Liga MX: 1996 (Invierno), 2001 (Verano), 2008 (Clausura), 2012 (Clausura), 2015 (Clausura) e 2018 (Clausura)
- Copa México: 2014 (Apertura)
- Campeón de Campeones (Super Copa del Méjico): 2015
- InterLiga: 2004
- Copa Independencia: 2007

## Campanhas de destaque
- Liga dos Campeões da CONCACAF: 2 vezes: 2° lugar - 2011–12 e 2012–13
- Campeonato Mexicano de Futebol (Primera División de México): 5 vezes: 2° lugar - 1993–94, 2000 (Verano), 2010 (Clausura), 2011 (Apertura) e 2021 (Clausura)
- Superliga: 4º lugar - 2009
- Copa Merconorte: 3º lugar - 2001